# يزيد بن عمر بن هبيرة
أبو خالد يزيد بن عمر بن هبيرة بن معاوية بن سكين الفزاري الغطفاني (87 هـ - 132 هـ / 705م - 750م) أمير، وقائد عسكري في الدولة الأموية، وهو أخر ولاة الأمويين على العراق في عهد الخليفة مروان بن محمد وذلك بين عامي (127 هـ - 132 هـ) ، ولما ظهر أمر بنو العباس وهزمت الجيوش الأموية، قتل يزيد على يد خازم بن خزيمة التميمي في مدينة واسط وعمره خمسة وأربعين عاماً.

## نبذة
تولى قنسرين أيام الوليد بن يزيد، وتولى إمرة العراقين (البصرة، والكوفة) سنة 128 هـ في عهد مروان بن محمد.
حارب أنصار العباسيين، ولكن هزمته قوات خراسان، ثم تحصن في واسط، فوجه أبو العباس السفاح أخاه المنصور لحربه، ولكن المنصور عجز عن هزيمته، فكتب إليه بالأمان والصلح، وأمضى السفاح الكتاب (أي وقّع عليه)، وكان ابن هبيرة وفياً لبني أمية رغم أن حكمهم انتهى قبل ذلك، لكنه رضي بصلح السفاح وعهده، إلاّ أن أبا مسلم الخراساني أحد أشياع السفاح عمل على الإيقاع بابن هبيرة، ثم نقض السفاح والمنصور عهدهما، وأمر الأخير بقتله في واسط.

## صفاته
قال المدائني: كان جسيما، كثير الأكل، ضخما، طويل، شجاعا، خطيبا، رزقه في السنة ست مائة ألف. وكان يفرقها في العلماء والوجوه.
وبنى ابن هبيرة مدينه هم بأن يسميها الجامعة، فقال له سلم بن قتيبة، وهو يومئذ معه: أرأيت إن قيل أين الأمير، أيقال في الجامعة؟ فتطير فسماها المحفوظة فلما قدم أبو العباس سماها الهاشمية وأتم بناءها.
وكان يزيد سخيا وكان يطعم الناس طعاما واسعا ويؤتون قبل الطعام بعساس اللبن وبأنواع الأشربة. وكان جلساؤه وسماره داود بن أبي هند، وابن شبرمة وابن ابي ليلى، فقال ابن شبرمة:
إذا نحن أعتمنا وماد بنا الكرى
أتانا باحدى الركعتين عياض
يعني حاجبه. وكان يقضي في كل ليلة عشر حوائج، فإذا أصبح أنفذها. وكان ربما لحن في كلامه، فقال له سلم بن قتيبة في ذلك فتحفظ .

## حصار العباسيين لابن هبيرة وقتله
وجه أبو سلمة الخلال الحسن بن قحطبة بن شبيب إلى ابن هبيرة، وقد تحصن في واسط فحاصره، وكتب أبو سلمة إلى مالك بن الهيثم وهو بسجستان من قبل أبي مسلم يأمره بالمسير إلى البصرة، فلما قدمها وجد عليها سفيان بن معاوية قد سود بها ودعا إلى بني هاشم، فكتب أبو سلمة إلى نصر يأمره بالمسير إلى الحسن بواسط ففعل، وواقع الحسن ابن هبيرة فهزم أهل الشام وغرق منهم خلق، ثم واقعهم أيضا فهزمهم ابن هبيرة، وقاتل عمر بن حفص بن عثمان بن قبيصة بن أبي صفرة قتالا شديدا، وثاب الناس فهزم ابن هبيرة.
ثم إن أبو العباس عبد الله السفاح رأى توجيه أبي جعفر المنصور إلى واسط، وذلك أن قوما من أهل خراسان كان في أنفسهم على الحسن أشياء فكرهوه، وسألوا أبا العباس أن يوجه مكانه رجلا من أهل بيته ليسكنوا إليه ويقاتلوا معه، فلما قدم المنصور واسطا تحول له الحسن بن قحطبة عن مضربه. وكتب أبو العباس إلى الحسن: إنما وجهت أخي إلى ما قبلك ليسكن الناس إليه ويثق ابن هبيرة بأمانه إن طلب الأمان، وأنت على أمرك وجيشك والتدبير لك .
ثم التقوا وأهل الشام، فانهزم أهل الشام، وثبت معن بن زائدة الشيباني، وكان مع ابن هبيرة فقاتل، وترجل أبو نصر مالك بن الهيثم ثم افترقوا. ومكثوا أياما، فخرج معن بن زائدة، ومحمد بن نباتة بن حنظلة الكلابي ، فقاتلوا أهل خراسان فهزموهم إلى دجلة، فقال لهم أبو نصر: يا أهل خراسان، ويلكم إلى أين تفرون؟ إن الموت بالسيف خير منه غرقا، فثابوا وحملوا فهزموا أهل الشام، فكانوا على ذلك أحد عشر شهرا، فلما طال عليهم الحصار وجاءهم قتل مروان بن محمد ببوصير طلبوا الصلح، وأتاهم إسماعيل بن عبد الله القسري فقال: علام تقتلون أنفسكم وقد قتل مروان! فطلب معن بن زائدة الأمان فأمنه، المنصور، ثم طلب ابن هبيرة الأمان فأمنه المنصور أيضا، وكتب له كتابا، واشترط عليه أنه إن نكث أو غدر فلا أمان له. وكان مقيما بواسط يغدو ويروح إلى المنصور في جماعة كثيرة، ويتغدى عنده ويتعشى إذا حضر في وقت غذائه وعشائه، وكان أبو مسلم الخراساني يكتب إلى السفاح فيشير عليه بقتله، ويقول: إن الطريق إذا كثرت حجارته فسد، وصعب سلوكه، فكتب أبو العباس إلى أبي جعفر يأمره بقتل ابن هبيرة، فأبي ذلك وكرهه للذي أعطاه من الأمان.
فكتب إليه: إن هذا الرجل قد غدر ونكث وهو يريد بنا العظمى، وما لكتاب أبو مسلم فيه اقتله ولكن لما أبان لي من نكثه وفجوره، فلا تراجعني في أمره فقد أحل لنا دمه. فأمر المنصور الحسن بن قحطبة بأن يقتله فأبى. فقال خازم بن خزيمة التميمي: أنا أقتله، وساعده على ذلك الاغلب بن سالم التميمي، والهيثم بن شعبة وغيرهما، فداروا في القصر ثم دخلوا على ابن هبيرة وعليه قميص، ومعه ابنه داود وكاتبه عمر بن أيوب في عدة من مواليه، وكان قد دعا بحجام ليحتجم، فلما رآهم مقبلين خر ساجدا فضرب بالسيوف حتى مات، وقتل ابنه ومن كان معه، وأراد عمر بن أيوب الخروج فقتل، ويقال إنهم جروه برجله حتى أنزلوه عن فراشه ثم قتلوه، وجاؤوا برأسه ورؤوس من كان معه إلى المنصور. وأخذ عثمان بن نهيك سيف حوثرة بن سهل فضرب به عنقه، وفعل بمحمد بن نباتة مثل ذلك، وفعل بيحيى بن حضين بن المنذر مثل ذلك. وكان معن بن زائدة الشيباني قد وفد إلى أبي العباس ببيعة ابن هبيرة، وأقام بالكوفة، فقتل ابن هبيرة وهو بالكوفة فسلم.
قال الهيثم بن عدي : كان ابن هبيرة إذا رأى وهنا وضعفا من أمره أنشد:
والثوب إن أسرع فيه البلى
أعيا على ذي الحيلة الصانع
كنا نداريها فقد مزقت
واتسع الخرق على الراقع
قال الهيثم: وكان زياد بن صالح الحارثي مع ابن هبيرة، فكتب إليه أبو العباس: ان لك قرابة وحقا، وأرغبه فخرج إليه، فانكسر ابن هبيرة وطلب الأمان.
ولما أومن ابن هبيرة ونزل بواسط كتب أبو مسلم: انه قل طريق سهل فيه حجارة إلا أضرت بأهله، ولا يصلح والله لكم أمر دونه ابن هبيرة فاقتلوه عاجلا فلست آمن ان يكيدكم، فوجه أبو العباس رسولا إلى المنصور بكتاب منه يعزم عليه فيه ليقتلنه، فوجه المنصور أبا خزيمة والهيثم بن شعبة والاغلب بن سالم بن سلام الحاجب في جماعة فدخلوا رحبة القصر وارسلوا إلى ابن هبيرة، انا نريد حمل ما في الخزائن، فقال: افعلوا، فدخلوا الخزائن فوكلوا بكل باب خزانة جماعة ودخلوا عليه فقتلوه، ونادى منادي المنصور: أمن خلق الله إلا عمر بن ذر، والحكم بن بشر، وخالد بن سلمة المخزومي، وقتل من وجوه أصحاب ابن هبيرة خمسون رجلا، ونودي: يا أهل الشام الحقوا بشامكم، فاشهدوا أسماءكم هناك، ووجه إلى المثنى بن يزيد بن عمر أبا حماد الابرص، وهو إبراهيم بن حسان، فقتله ويقال إن داود بن علي وجهه، واستخلف أبو جعفر بواسط الهيثم بن زياد الخزاعي، وانصرف هو والحسن ومن معهم إلى أبي العباس.
قال أبو عطاء السندي يرثي ابن هبيرة:
ألا إن عينا لم تجد يوم واسط
عليك بجاري دمعها لجمود
عشية قام النائحات وصفقت
جيوب بأيدي مأتم وخدود
فإن تمس مهجور الفناء فربما
اقام به بعد الوفود وفود
يقولون لا تبعد على متعهد
بلى كل من تحت التراب بعيد

## قصة مقتل أصحابه ووزرائه
قال مسلم بن المغيرة : كنت مع أبي أيوب الخوزي في عسكر أبي جعفر، وكان لأبي جعفر بيت قد بني له ومضربه يحيط به وكان في ستارة المضرب خلل، فكنت أنظر منه فرأيت الحسن بن قحطبة إلى جانب المنصور يحدثه، ثم دعا بقادة مروان بن محمد وأصحاب يزيد بن هبيرة فبدأ بحوثرة بن سهيل فجاء عثمان فأخذ سيفه فأراد أن يتكلم ثم سكت فأدخل البيت وأغلق عليه، ثم خرج سلام صاحب أبي جعفر فدعا بمحمد بن نباتة بن حنظلة الكلابي فصنع به مثل ذلك، ثم خرج فقال: أين يحيى بن الحظين؟ -وكان سيد ربيعة في خراسان ومن أنصار الدولة الأموية- ثم دعي ببشر بن عبد الملك بن بشر بن مروان، فقام ومعه أخوه أبان فقال: ما فرق بيني وبينه شيء قط، فقال له سلام: اجلس فانما نفعل ما نؤمر به فجلس، ثم دعا بخالد بن سنان المري وكان على شرطة ابن هبيرة، ثم قتل خالد بن سلمة المخزومي وابنه، ثم قتل حرب بن قطن الهلالي، ثم خرج سلام فقال للناس: انصرفوا.
فقال مسلم بن المغيرة: فسألت عثمان بن نهيك عن السبعة النفر، فقال: أما حوثرة فإني أدخلت السيف بين ضلعين من أضلاعه وقلت: يا عدو الله أنت الكاتب إلى مروان إن الله مخزيهم، ثم لم يرضك إلا شتمنا! ولم يكن في القوم أجزع من ابن نباتة، كان يصيح كما يصيح الصبيان على شجاعته وبأسه، وأما خالد بن سنان فقال: يامجوس قتلتمونا غدرا، والله لقد قتلنا سيدكم قحطبة بن شبيب، وقتل مع ابن هبيرة رباح بن أبي عمارة مولى هشام، وكان هشام اشتراه بعشرة آلاف فأعتقه، فلما جرى الصلح بين ابن هبيرة وبين أبي جعفر قال له أبو جعفر: أعربي أم مولى؟ قال: ان كانت العربية لسانا فقد نطقنا بها، وإن كانت دينا فقد دخلنا فيه، فاستبرعه فسأل عنه فقيل قتل، ويقال إنه أمر أن يستبقى فعجل عليه، وهرب ابن علاثة الفزاري، وهشام بن هشيم بن صفوان الفزاري فلحقا فقتلا على الفرات، وقتل أبو عثمان الحاجب وهو يتغذى بلحم بقر، دعا به خازم فضرب وسطه. وقتل الحكم بن عبد الملك أخو بشر بن عبد الملك وابنان له، وأبو علاثة الفزاري، ويوسف بن محمد بن القاسم الثقفي. ودعي بحرب بن قطن الهلالي فطلب فيه الحسن بن قحطبة وقال: خالكم، فقال أبو جعفر: إن أمير المؤمنين كتب يؤمنك لرحمك وحقن دمك.
قال بعض الرواة: قام سعد الموصلي خليفة عثمان الحاجب دون يزيد ابن هبيرة فقال: وراءكم، فضربه الهيثم على حبل عاتقه فصرعه، وقام داود دون أبيه يزيد بن هبيرة فقتل.
وكان عمر بن ذر يقول: ضاقت علي الأرض، فخرجت على دابتي أقرأ أية الكرسي فما عرض لي أحد، فاستأمن لي زياد بن عبيد الله الحارثي فآمنني أبو العباس، وكان عمر يقص ويحرض على المسودة. وكان أبو جعفر قد آمن خالد بن سلمة، فقال أبو العباس، لو كانت له ألف نفس لأتيت عليه، فقتله.
وكان خازم بن خزيمة التميمي يقول: والله ما بدرت إلى قتل ابن هبيرة إلا مخافة أن يدفع إلى رجل من اليمانية فيفخر علينا بقتله، وطلب سليمان بن علي الأمان لعقال بن شبة بن عقال المجاشعي، فأمنوه فذكر بني العباس ففضلهم وذم بني أمية وتنقصهم، وتكلم ثمامة بن الرحيل الحنفي وكان خطيبا فقال:
ألا ليت أم الجهم سقيا لذكرها ... ترى حيث قمنا بالفراق مقامي
عشية بذ الناس جهدي ومنظري ... وبذ كلام الناطقين كلامي

## بعض من أخباره
- قال المدائني : قال بعض أهل خراسان لبعض الفزاريين - وهم بنو فزارة من غطفان قوم بن هبيرة - : ما كان أعظم رأس صاحبكم؟! فقال: أمانكم له كان أعظم!! - يقصدون عندما قطعوا رأسه وحملوه للسفاح -
- قال أبو الحسن: حصره أبو جعفر تسعة أشهر، ولما قتل أخرج إلى باب المضمار بواسط فصب النفط على جثته وأحرق، وأمر أبو جعفر بهدم مدينة واسط، وقال: حصر ابن هبيرة وما في رأسه بيضاء، فما قتل إلا وقد شاب .
- كان ابن هبيرة يقول حين حصر من العباسيين: والله لو كان أبو جعفر أعز من كليب وائل ما قدر علي، ولو كان أشجع من شبيب الشيباني ماهبته.
- قال ابو جعفر المنصور ل إسحاق بن مسلم العقيلي: كيف رأيت صنيعي بابن هبيرة؟ قال: تغرير وقد سلم الله، كنت في خرق وحولك من يطيعه ويموت دونه ويتعصب له من قيس - قيس عيلان - وغيرها، فلو ثاروا لذهب الناس ولكن أمركم جديد والناس بين راج وهائب .
- خرج ابن هبيرة حين خرج إلى أبي جعفر في جماعة، فيهم جعفر بن حنظلة البهراني، فألقى له الحاجب وسادة وقال: اجلس راشدا يا أبا خالد، وقد أطاف بالحجرة عشرة آلاف من أهل خراسان، ثم أذن له فدخل على أبي جعفر فالتقيت له وسادة فحدث أبا جعفر ساعة، وكان يركب في خمسمائة فارس وثلاثمائة راجل، فقال يزيد بن حاتم: ما ذهب سلطان ابن هبيرة بعد، إنه ليأتينا فيتضعضع له العسكر، فليت شعري ما يقول في هذا عبد الجبار وجهور بن مرار وأشباههم؟! فقال سلام لابن هبيرة: يقول لك الأمير لا تسر في هذه الجماعة، فلما ركب ركب في ثلاثين، فقال سلام: كأنك تريد المباهاة؟! فقال: إن أحببتم أن نمشي إليكم فعلنا، فقال: ما هذا باستخفاف ولكن أهل العسكر كرهوا هذا الجمع، فأمر الأمير بهذا نظرا لك، فكان يركب في رجلين وغلامه، وختمت خزانته وبيت ماله ودار الرزق وفيها طعام كثير، وعزم أبو العباس على قتله ووجد له كتاب إلى عبد الله بن حسن، فأمر أبو جعفر عثمان بن نهيك بقتله، فقال: ليقتله رجل من العرب، فندب له خازما، والأغلب، والهيثم بن شعبة .
- سأل المنصور ابن هبيرة عن أدم كان قسمه - شيئا من المال - ، فقال بن هبيرة : أيها الرجل توسع توسعا قرشيا ولا تضق ضيقا حجازيا فما مثلي يسأل عن آدم ولا تعاتب عليه، وهذا ضرب أخماس لأسداس !!
- قال المنصور لابن هبيرة يوما: يا أبا خالد حدثنا، فقال: والله لأمحضنك النصيحة إمحاضا، ولأخلصنها لك إخلاصا، إن عهد الله لا ينكث وعقده لا يحل، وإن امارتكم حديثة، وخلافتكم بكر فأذيقوا الناس حلاوتها وجنبوهم مرارتها، ثم نهض ونهض معه سبعمائة من القيسية، فقال المنصور: لا يعز ملك هذا فيه .
- قال قال أبو جعفر لسلم بن قتيبة: ما كلمت عربيا قط أعظم نخوة من ابن هبيرة ولا أحسن عقلا، قال لي يوما وهو يكلمني: اسمع الله أبوك، ثم تداركها فقال: إن عهدنا بالإمرة والولاية قريب فلا تلمني فإنها خرجت مني على غير تقدير فاغفرها، فقلت: قد غفرتها.[4]

## وصلات خارجية
- الموسوعة الشاملة